# USS Princeton (CV-37)
La USS Princeton (codici e numeri d'identificazione CV/CVA/CVS-37, LPH-5) è stata una delle 24 portaerei della classe Essex, costruita durante la seconda guerra mondiale per la United States Navy, la marina militare degli Stati Uniti d'America. Il suo nome fa riferimento alla battaglia di Princeton, durante la Guerra d'indipendenza americana. La Princeton entrò in servizio nel novembre 1945, troppo tardi per essere impiegata nella Seconda Guerra Mondiale.
Come molte delle portaerei sue simili è stata messa fuori servizio poco dopo che finì la guerra, ma fu modernizzata e rimessa in servizio nel 1950 e ridenominata come portaerei d'attacco (CVA), come portaerei antisommergibile (CVS) e infine come nave d'assalto anfibio (LPH). Partecipò alla Guerra di Corea, nella quale vinse otto service star, e nella Guerra del Vietnam. Uno dei suoi ultimi incarichi fu quello di dover servire come nave di recupero per la missione spaziale Apollo 10.
Fu dismessa nel 1970 e venduta come rottame nel 1971.